# 마공공단로
마공공단로(Magonggongdan-ro) 경상북도 상주시 청리면 에서 상주시 청리면 청리교차로 잇는 경상북도의 도로이다. 

## 주요 경유지
경상북도
- 상주시 청리면

## 노선
| 이름         | 접속 노선               | 소재지 | 소재지 | 비고                 |
| ------------ | ----------------------- | ------ | ------ | -------------------- |
| 청리삼거리   | 남상주로                | 상주시 | 청리면 | 지방도 제912호선구간 |
| 청리 교차로  | 국도 제3호선 (경상대로) | 상주시 | 청리면 | 지방도 제912호선구간 |
| 마공1교      |                         | 상주시 | 청리면 |                      |
| 공단1교      |                         | 상주시 | 청리면 |                      |
| 마공2 교차로 | 국도 제3호선 (경상대로) | 상주시 | 청리면 |                      |

## 주요 건물 및 시설
- 청리의용소방대 (마공공단로 152/마공리 1226)